# Брова
Брова (на сръбски: Брова) е село в Босна и Херцеговина, разположено в община Требине, в ентитета на Република Сръбска. Населението му според преброяването през 2013 г. е 9 души, от тях: 9 (100,00 %) сърби.

## Население
Численост на населението според преброяванията през годините:
- 1961 – 62 души
- 1971 – 47 души
- 1981 – 39 души
- 1991 – 23 души
- 2013 – 9 души